# Roelof Overakker
Roelof Theodorus Overakker (Haarlem, 9 januari 1890 – Fort de Kock, (Nederlands-Indië), 9 januari 1945) was een Nederlandse militair die vooral actief was in Nederlands-Indië. Hij werd tijdens de Tweede Wereldoorlog door de Japanners geëxecuteerd omdat zij dachten dat hij de initiatiefnemer was van een groot verzetscomplot. Deze gebeurtenis kwam bekend te staan als het Overakker-complot. Na de oorlog kreeg Overakker postuum de Militaire Willemsorde (4e klasse).

## Levensloop

### Vooroorlogse periode
Overakker studeerde als cadet van het Koninklijk Nederlandsch-Indisch Leger aan de Koninklijke Militaire Academie (KMA) in Breda. In 1912 was hij klaar en werd op Borneo gestationeerd. Daar leerde hij Sophia Beer kennen, met wie hij trouwde. Het stel kreeg een zoon en een dochter.
Van 1920 tot 1924 volgde Overakker in Nederland de Hogere Krijgsschool. Na zijn terugkeer in Indië werd hij benoemd tot officier bij de Generale Staf. Hij werd naar Oost-Java en Timor gezonden, waar hij de verantwoordelijkheid voor het civiele gezag droeg. Zo was hij verantwoordelijk voor de belastinginning, maar ook de rechtspraak. Na verloop van tijd kreeg Overakker een functie in het centraler gelegen Weltevreden.
Overakker keerde in 1933 opnieuw terug naar Nederland waar hij gedetacheerd werd bij het ministerie van Koloniën. Hij werd bevorderd tot luitenant-kolonel. Na zijn terugkeer in Nederland-Indië in 1936 – inmiddels was hij kolonel – werd zijn nieuwe standplaats Magelang. Overakker was daar voorzitter van de voetbalvereniging en de lokale HBS. Bovendien was hij zeer actief in de paardensport.

### Tweede Wereldoorlog
Op het moment dat de Tweede Wereldoorlog uitbrak was Overakker commandant van het 6e Regiment Infanterie.
Japan viel Nederlands-Indië in december 1941 aan. Het begon met een landing op Borneo. Overakker werd op 9 februari 1942 overgeplaatst van Magelang naar Midden-Sumatra, waarvan hij het Territoriaal Commando kreeg en tegelijkertijd werd bevorderd tot generaal-majoor. Overakker had met Vic Gosenson, de Territoriaal Commandant over Atjeh afgesproken dat zij in het geval van een algemene capitulatie van de Nederlandse kolonie zouden proberen door te vechten als guerrilla's. Het KNIL-leger capituleerde inderdaad op 9 maart 1942. Gosenson en Overakker deden pogingen tot het voortzetten van de oorlog op Sumatra, maar werden door de lokale bevolking zodanig tegengewerkt dat zij zich na drie weken alsnog overgaven.
Veel Nederlanders in Indië, waaronder Overakker, geloofden dat de ongemakken maar van relatief korte duur zouden zijn, omdat de geallieerden snel pogingen zouden doen om Nederlands-Indië te bevrijden. Overakker instrueerde in de eerste weken na de capitulatie zijn ondergeschikten om zoveel mogelijk belangrijke informatie te verzamelen die van pas zou komen wanneer de geallieerden landen. Ook moest er een organisatie worden opgezet om de vrouwen in de kampen te verzorgen. Overakker verwachtte terecht dat de Indo-Europese militairen snel zouden worden vrijgelaten en gaf hun de opdracht werk te zoeken in de omgeving van de kampen en zich te verenigen wanneer de geallieerde landing een feit was.
Overakker en Gosenson werden echter kort na de capitulatie naar Formosa, het huidige Taiwan, overgebracht waar ze samen met een aantal hoge Amerikaanse en Britse officieren werden ondergebracht. Dit gezelschap stond bekend onder de naam de Special Party.
Overakker had het bevel overgedragen aan twee reserveofficieren, te weten Klaas ten Velde en Cornelis Woudenberg. Zij waren niet de hoogste in rang, maar werden door Overakker wel als het meest geschikt geacht. Om te voorkomen dat zijn bevel in twijfel werd getrokken door andere hoge Nederlandse officieren stelde Overakker het op schrift. Na het vertrek van Overakker en Gosenson werden er drie verzetskernen georganiseerd, in Atjeh en aan de west- en oostkust van Sumatra. Deze verzetskernen functioneerden min of meer onafhankelijk van elkaar. De schatting is dat er zo'n zeshonderd militairen en 250 andere personen betrokken waren bij het verzet.
Tijdens een doorzoeking bij Ten Velde en Woudenberg in kamp Gloegoer in mei 1943 vond de Kempeitai de schriftelijke order van Overakker. Zij dachten daardoor dat hij de spil was in een groot complot. Twintig personen uit Overakkers directe omgeving werden opgepakt, veelvuldig verhoord en mishandeld. Overakker en Gosenson werden vanuit Formosa naar Sumatra overgebracht. In de periode daarna volgde een nieuwe golf van arrestaties. Tegen eind 1944 waren meer dan honderd – al dan niet vermeende – leden van het verzet berecht, waarvan de helft ter dood veroordeeld werd.
Overakker en Gosenson zaten meer dan een jaar vast in Fort de Kock. Er vond een uitgebreid onderzoek plaats. Dat was bijzonder, want meestal voltrekken de Japanners straffen zonder enige vorm van proces vooraf. Op 9 januari 1945 werden beide militairen in de rechtszaal vanwege verzetsactiviteiten en spionage ter dood veroordeeld. Het vonnis werd vrijwel direct daarna voltrokken.